# أمارة (اسم)
أَمَارَة هو اسم علم مؤنث من أصل عربي، جاء الاسم على صيغة فعَّالة، ومعناه هو النماء والقوة واليمن والعلامة والإشارة.